# 김승목
김승목(金承穆, 1929년 9월 3일 ~ 2003년 2월 19일)은 대한민국의 정치인이다. 경북 구미 출신으로 연세대학교 정치외교학과를 나온 뒤 3선 국회의원, 노무현 부산광역시장 후보 선거대책위원회 상임고문 등을 지냈다.

## 생애
1929년 9월 3일에 경상북도 선산군 구미면에서 출생했으며 부산에서 성장했다.

## 학력
- 연세대학교 정치외교학과 학사

## 의정활동
- 1971년 7월 ~ 1972년 10월 제8대 신민당 국회의원(부산 동구 일원)
- 1979년 3월 ~ 1980년 10월 제10대 신민당 국회의원(부산 남구)
- 1980년 4월 ~ 1985년 4월 제11대 민주한국당 국회의원(부산 남구·해운대구)
- 2003년 2월 19일 별세

## 역대 선거 결과
|  | 60.72% |

|  | 20.56% |

|  | 28.77% |

|  | 28.88% |

|  | 14.59% |

|  | 21.75% |